# Serafín Estébanez Calderón
Serafín Estébanez Calderón conegut com a "El Solitario" (Màlaga, 27 de desembre de 1799 - Madrid, 15 de febrer de 1867) va ser un escriptor costumista, flamencòleg, poeta crític taurí, historiador, arabista i polític espanyol.

## Biografia
Fill de Francisco Estébanez i de María Calderón, descendia de família econòmicament modesta però, pel que sembla, linajuda. Va viure a Màlaga la seva infantesa i joventut però, en morir els seus pares quan era petit, va ser recollit per uns oncles que li van donar una acurada educació al col·legi d'Antonio Recalde, qui el va inclinar cap a les lletres; allí va tenir per companys als després també il·lustres Andrés Borrego, que seria després el seu amic de l'ànima fins a la fi dels seus dies, i Antonio de Miguel. Va marxar a Granada per estudiar Lleis i Humanitats i, molt jove encara, en 1819, hi va aconseguir la càtedra de Grec. El 15 d'octubre de 1822 es va incorporar com a advocat al col·legi de Màlaga i poc després guanya per oposició la càtedra de Retòrica del Seminari de la mateixa ciutat. Identificat amb el liberalisme, va haver de refugiar-se a Gibraltar en 1824 quan van envair el país els Cent Mil Fills de Sant Lluís; va aconseguir purificar-se, com es deia en l'època, és a dir, passar judici d'antecedents polítics, i va tornar en 1825 a Espanya matriculant-se com a advocat a Granada i obrint bufet a Màlaga. En 1830 va marxar a Madrid i va iniciar amb el pseudònim de El Solitario en acecho, que després abreujaria en El Solitario, les seves col·laboracions en el Correo Literario y Mercantil; les seves postures liberals ja eren bastant tèbies i poc compromeses, i es van ser esvaint amb el temps.
Va publicar algunes poesies amb el pseudònim d'E. Sefinaris que va recollir a Poesías (1831). El juliol del 1831 va fundar al costat de Ramón Mesonero Romanos la revista literària Cartas Españolas, on publicaria nombrosos poemes, esbossos costumistes i ressenyes bibliogràfiques. Al febrer de 1833 Estébanez va ser nomenat redactor del Boletín que editava la Junta de Comerç i el 17 de novembre del mateix any el ministre de Foment, Francisco Javier de Burgos el va nomenar redactor principal i director del Diario de la Administración i li va encarregar traduir els Principios de Administración de Charles Jean Bonnin. En 1834 el general Zarco del Valle el va nomenar auditor general de l'Exèrcit del Nord i va participar en diversos combats de la Primera Guerra Carlista, formant part de l'exèrcit de Rodil i posteriorment del de Fernández de Córdova, pels quals va rebre la Creu de Sant Ferran i la creu especial de Mendigorría. Al desembre de 1835 fou nomenat cap polític de Logronyo i va iniciar en aquells dies els seus estudis de llengua àrab, segons testimonia la correspondència que va intercanviar amb Pascual de Gayangos y Arce.
En 1837 va obtenir la càtedra d'àrab de l'Ateneo de Madrid, però va haver de deixar-la per anar al nou càrrec de cap polític de Cadis i posteriorment de Sevilla en 1838. Va publicar alguns poemes a El Observatorio Pintoresco, revista en la qual també hi col·laborava el seu amic Luis de Usoz; va editar en una col·lecció de novel·les patrocinada per aquest últim la seva novel·la Cristianos y moriscos (1838), dins de l'estètica del romanticisme. El mateix any va fundar a Sevilla el Museu de Pintura i Escultura i la Biblioteca Provincial. El 23 de gener de 1839 es va casar amb la malaguenya Matilde Livermore y Sales, que va inspirar la seva poesia amorosa posterior; d'ella va tenir un fill, Serafín, aquest mateix any; aquest matrimoni va impulsar la seva carrera política, ja que a través de la seva dona va emparentar amb el famós financer José de Salamanca y Mayol, i des de llavors va ser diputat de les Corts en diverses legislatures i acadèmic de la Història, ministre, conseller d'Estat i senador. Aquests càrrecs li van permetre desenvolupar també una important faceta com a col·leccionista i bibliòfil. El 21 d'agost de 1856 va morir la seva esposa. Serà nomenat Conseller Reial el novembre de 1856 i Conseller d'Estat tres anys més tard. Va morir el 15 de febrer de 1867. A la seva mort la seva biblioteca particular, una de les més nodrides i valuoses de la seva època, va passar al Ministeri de Foment; en 1873 va ser traslladada a la Biblioteca Nacional.

## Obra
Com a escriptor és el màxim representant del costumisme andalús. Com a periodista li va atreure també la crítica taurina, que va exercir sobretot a El Correo Nacional i a El Espectador. Contribuí també amb "La feria de Mairena" a La España Artística y Monumental i amb "La celestina" a Los españoles pintados por sí mismos. En la seva obra mestra, Escenas Andaluzas (1846), defensa els costums i tipus de la seva terra, que demostra conèixer pel seu animat pintoresquismo i per la seva gràcia típicament andalusa, derivada sovint de chistosas exageracions. Entre els articles que en formen part, poden citar-se: Un baile en Triana, La Feria de Mairena, Las gracias y donaires de Manolito Gázques, Pulpete y Balbeja, etc.
El seu estil és molt elaborat, de llargs períodes i lèxic molt ampli i escollit, i es mostra influït per la contínua lectura i relectura dels clàssics. Es caracteritza per la seva riquesa folklòrica, la seva abundància en veus i girs castissos i per la seva excessiva verbositat, que és en part producte d'una observació detallista i prolixa de la realitat. Com a observador és minuciós i encara prolix. És important també per les dades que ofereix sobre els primers cantaors flamencs de cante jondo, Fillo i Planeta, de manera que pot considerar-se Estébanez també un dels primers flamencòlogs. També va escriure una Historia de la infantería española. De la seva època de militar durant la Primera Guerra Carlina va deixar la poesia "La golondrina", versos que retraten la desolada campanya entre un exèrcit regular i la guerrilla en les barrancas navarreses, entre ells:..."mientras yo, entre La Ulzama y La Borunda, encontraré triste, olvidada tumba..."
Se'n posseeixen moltes dades biogràfiques gràcies a la biografia realitzada pel seu nebot, l'il·lustre periodista i polític Antonio Cánovas del Castillo, primer president del Consell de Ministres del rei Alfons XII, amb el títol El Solitario y su tiempo. Biografía de D. Serafín Estebanez Calderón (Madrid, 1883, 2 vols.), biografia revisada i ampliada el 1955 per Jorge Campos amb el títol Vida y obra de D. Serafín Estébanez Calderón.